# 2019年のサッカー
2019年のサッカーでは、2019年のサッカー関連の出来事をまとめる。
2018年のサッカー - 2019年のサッカー - 2020年のサッカー

## 出来事

### 1月
- 1日 - 【JFA】皇后杯 JFA 第40回全日本女子サッカー選手権大会決勝がパナソニックスタジアム吹田で行われ、日テレ・ベレーザがINAC神戸レオネッサに延長戦の末、4 - 2で勝利し2大会連続13回目の優勝[1]。
- 13日 - 【JFA・高体連】第27回全日本高等学校女子サッカー選手権大会決勝が神戸ユニバー記念競技場で行われ、星槎国際湘南高校が常盤木学園高校に1 - 0で勝利し、初優勝[2]。
- 14日 - 【JFA・高体連・民放43社】第97回全国高等学校サッカー選手権大会決勝が埼玉スタジアム2002で行われ、青森山田高校が流通経済大学柏高校に3 - 1で勝利し、2年ぶり2回目の優勝[3]。
- 22日(現地時間) - 【プレミアリーグ・リーグ・アン】FCナントからカーディフ・シティFCへの移籍が決まったアルゼンチン人FWのエミリアーノ・サラを乗せた小型飛行機がイギリス海峡で消息不明になったことが明らかになった[4]。
- 24日(現地時間) - 【CONMEBOL】コパ・アメリカ2019の組み合わせ抽選会が行われ、招待国の 日本はグループCに入り、 ウルグアイ、 エクアドル、 チリと同組になることが決定[5]。

### 2月
- 1日（現地時間）-【AFC】AFCアジアカップ2019決勝が行われ、 カタールが 日本を3-1で下し初優勝[6]。
- 8日（現地時間）-【ブラジル】CRフラメンゴのトレーニングセンターであるニーニョ・ド・ウルブにあるユースチーム宿舎で火災が発生、施設内にいた14歳から16歳までの少年選手10人が死亡、3人が負傷しうち1人が重体[7]。
- 16日 - 【JFA・Jリーグ】FUJI XEROX SUPER CUP2019が埼玉スタジアム2002で行われ、川崎フロンターレが浦和レッズに1 - 0で勝利して、初優勝。[8]
- 19日 - 【Jリーグ】この日行われた理事会でJFLのラインメール青森FCとテゲバジャーロ宮崎をJリーグ百年構想クラブとして承認したことを発表[9]。

### 3月
- 17日 - 【Jリーグ】J2・ジェフユナイテッド千葉はフアン・エスナイデル監督の解任を発表[10]。
- 18日 - 【Jリーグ】J2・ジェフユナイテッド千葉は江尻篤彦コーチの監督就任を発表。江尻監督は2010年以来9年ぶりの監督復帰[11]。

### 4月
- 14日 - 【Jリーグ】J2・アルビレックス新潟は片渕浩一郎監督の解任と後任の監督に吉永一明アカデミーダイレクターの就任をそれぞれ発表[12]。
- 17日 - 【Jリーグ】J1・ヴィッセル神戸はフアン・マヌエル・リージョ監督との契約解除を発表[13]。後任の監督に吉田孝行前監督が復帰[14]。
- 20日
  - 【JFA】福島第一原子力発電所事故直後から事故収束の作業拠点となっていた福島県のサッカー施設Jヴィレッジの営業が全面再開[15]。
  - (現地時間)【セリエA】セリエA第33節で1位ユヴェントスはフィオレンティーナに2 - 1で勝利して、8シーズン連続35回目の優勝が決定[16]。
- 21日（現地時間） - 【リーグ・アン】 リーグ・アン第33節で2位リールはトゥールーズと0 - 0で引き分けたため1位パリ・サンジェルマンの2シーズン連続8回目のリーグ優勝が決定[17]。
- 27日（現地時間） - 【リーガ・エスパニョーラ】リーガ・エスパニョーラ第35節で1位バルセロナがレバンテに1 - 0で勝利し、2シーズン連続26回目の優勝が決定[18]。

### 5月
- 5日 - 【Jリーグ】J1・サガン鳥栖はルイス・カレーラス・フェレール監督の退任を発表[19]。
- 7日 - 【Jリーグ】J1・サガン鳥栖は新監督に金明輝コーチの就任を発表[20]。
- 12日
  - 【Jリーグ】J1・清水エスパルスはヤン・ヨンソン監督の退任を発表[21]。
  - 【プレミアリーグ】プレミアリーグ第38節で1位マンチェスター・シティがブライトンに4 - 1で勝利し、2年連続6回目の優勝が決定[22]。
- 14日 - 【Jリーグ】
  - J2・横浜FCはタヴァレス監督の解任と下平隆宏ヘッドコーチの監督就任を発表[23][24]。
  - J1・清水エスパルスは篠田善之コーチの監督就任を発表[25]。
- 18日（現地時間） - 【ブンデスリーガ】ドイツ・ブンデスリーガ第34節で1位バイエルン・ミュンヘンはフランクフルトに5 - 1で勝利し、7シーズン連続29回目の優勝[26]。
- 28日 - 【Jリーグ】 J1・浦和レッズはオズワルド・オリヴェイラ監督の解任と大槻毅前ヘッドコーチの監督就任を発表[27][28]。
- 29日（現地時間） - 【UEFA】UEFAヨーロッパリーグ 2018-19 決勝が アゼルバイジャン・バクーのバクー・オリンピックスタジアムで行われ、チェルシーがアーセナルに4 - 1で勝利し、6シーズンぶり2回目の優勝[29]。

### 6月
- 1日（現地時間） - 【UEFA】UEFAチャンピオンズリーグ 2018-19 決勝が スペイン・マドリード・エスタディオ・メトロポリターノで行われ、リバプールがトッテナムに2-0で勝利し、14シーズンぶり6回目の優勝[30]。
- 3日
  - 【Jリーグ】J2・アビスパ福岡はファビオ・ペッキア監督の退任と久藤清一コーチの監督就任をそれぞれ発表[31][32]。
  - （現地時間）【FIFA】FIFAはFIFAクラブワールドカップを2019年と2020年にカタールで行うことを決定[33]。
- 8日 - 【Jリーグ】J1・ヴィッセル神戸は吉田孝行監督の退任と新監督にドイツ人のトルステン・フィンクが就任することを発表[34][35]。
- 9日（現地時間） - 【UEFA】UEFAネーションズリーグ2018-19ファイナルズ決勝が ポルトガルのエスタディオ・ド・ドラゴンで行われ、 ポルトガルが オランダを1-0で下しUEFAネーションズリーグ初代王者となった[36]。
- 15日（現地時間） - 【FIFA】2019 FIFA U-20ワールドカップ決勝が ポーランド・ウッチのウィゼウ・スタジアムで行われ、 ウクライナが 韓国に3 - 1で勝利し、初優勝[37]。
- 18日 - 【Jリーグ】J2・FC岐阜は大木武監督との契約を解除し、後任の監督に北野誠前カマタマーレ讃岐監督の就任を発表[38]。
- 22日 - 【Jリーグ】明治安田生命J3リーグ第13節・いわてグルージャ盛岡 vs 福島ユナイテッドFC戦（いわぎんスタジアム）は雷雨の影響で中止、順延を発表。代替開催日は8月18日に決定[39][40]。
- 30日 - 【Jリーグ】J1・ジュビロ磐田は名波浩監督の退任を発表[41]。

### 7月
- 1日 - 【Jリーグ】J1・ジュビロ磐田は新監督に鈴木秀人ヘッドコーチの就任を発表[42]。
- 3日 - SLベンフィカのジョアン・フェリックスが歴代3位となる1億2600ユーロの移籍金でアトレティコ・マドリードに移籍[43]。
- 7日
  - （現地時間）【FIFA】2019 FIFA女子ワールドカップ決勝が フランス・リヨンのスタッド・ド・リヨンで行われ、アメリカがオランダに2 - 0で勝利し、2大会連続4回目の優勝[44]。
  - （現地時間）【CONMEBOL】 コパ・アメリカ2019決勝が ブラジル・リオデジャネイロのエスタジオ・ド・マラカナンで行われ、ブラジルがペルーに3 - 1で勝利し、4大会ぶり9回目の優勝[45]。
  - （現地時間）【CONCACAF】2019 CONCACAFゴールドカップ決勝が アメリカ合衆国・シカゴのソルジャー・フィールドで行われ、メキシコがアメリカに1 - 0で勝利し、2大会ぶり8回目の優勝[46]。
- 12日 - アトレティコ・マドリードのアントワーヌ・グリーズマンが歴代4位タイとなる1億2000万ユーロの移籍金でFCバルセロナに移籍[47]。
- 17日
  - 【Jリーグ】J2・東京ヴェルディはギャリー・ジョン・ホワイト監督の退任と後任の監督に永井秀樹ユース監督の就任を発表[48][49]。
  - （現地時間）【FIFA・AFC】2022 FIFAワールドカップ・アジア2次予選兼AFCアジアカップ2023予選の組み合わせ抽選会が行われ、 日本はグループFに入り、 キルギス、 タジキスタン、 ミャンマー、 モンゴルと同組になることが決定[50]。
- 19日（現地時間） -【CAF】アフリカネイションズカップ2019が エジプト・カイロのカイロ国際スタジアムで行われて、アルジェリアがセネガルを1-0で勝利し、15大会ぶり2回目の優勝[51]。
- 20日 - 【Jリーグ】明治安田生命J2リーグ第23節・鹿児島ユナイテッドFC vs FC岐阜戦（白波スタジアム）は雷雨の影響で中止、順延を発表。代替開催日は10月30日[52][53]。
- 30日 - 【Jリーグ】この日行われた理事会で関東サッカーリーグ2部のtonan前橋のJリーグ百年構想クラブからの脱退を承認[54]。

### 8月
- 3日 - 【なでしこリーグ】 2019プレナスなでしこリーグカップ決勝が味の素フィールド西が丘で行われ、日テレ・ベレーザがINAC神戸レオネッサに延長の末、3 - 1で勝利して、2年連続8回目の優勝[55]。
- 13日 - 【Jリーグ】J1・湘南ベルマーレは曺貴裁監督がパワーハラスメント行為を行った疑惑があるとして、曺監督の謹慎を発表[56]。
- 15日 - 【Jリーグ】J1・ジュビロ磐田は鈴木秀人監督の退任を発表[57]。
- 19日 - 【Jリーグ】J1・ジュビロ磐田は新監督にスペイン人のフェルナンド・フベロの就任を発表[58]。

### 9月
- 21日 - 【Jリーグ】明治安田生命J2リーグ第33節FC琉球 vs モンテディオ山形戦(タピスタ)は台風第17号の影響で中止、9月23日（月・祝）に順延することを発表[59]。
- 23日
  - 【Jリーグ】J1・名古屋グランパスは風間八宏監督との契約を解除し、後任にマッシモ・フィッカデンティ元サガン鳥栖監督の就任をそれぞれ発表[60][61]。
  - (現地時間) 【FIFA】ザ・ベスト・FIFAフットボールアウォーズがイタリアのミラノで行われ、年間最優秀選手賞にFCバルセロナのリオネル・メッシが史上最多となる6度目の受賞[62]。
- 24日 - 【Jリーグ】
  - この日おこなれた理事会で2020年シーズンよりビデオアシスタントレフェリー(VAR)をJ1・306試合やルヴァンカップのノックダウンステージなど321試合で導入することが決定[63]。
  - 2020年シーズンにJ3クラブライセンスの申請があったクラブ4チーム全てに交付され、ラインメール青森と東京武蔵野シティFCには初交付。但し、東京武蔵野シティFCは5年以内のスタジアムの新設の条件付き交付[64]。
- 27日 - 【JFA・Jリーグ】2020年シーズンのJリーグ参加資格となるJ1・J2クラブライセンスの審査結果が発表。町田・鹿児島・琉球が施設基準の例外適用申請により新たにJ1ライセンスを取得。また水戸は前年に続いてJ1参入プレーオフ決定戦後、昇格のための順位要件を充足できなかった場合（=スタジアムの短期改修工事を行わないことが確定した場合）、J1クラブライセンスからJ2クラブライセンス付与へ変更される条件付きJ1ライセンスを取得[65]。
- 28日（現地時間） - 【AFC】AFC U-16女子選手権2019決勝が タイ・チョンブリーのチョンブリー・スタジアムで行われ、 日本が 北朝鮮に2 - 1で勝利し、3大会ぶり4回目の優勝[66]。

### 10月
- 4日 - 【Jリーグ】Jリーグは湘南ベルマーレの曺貴裁監督のパワーハラスメント行為を認定。曺監督をけん責(始末書をとり、将来を戒める)と公式試合5試合への出場資格停止（消化済）を発表[67]。
- 8日 - 【Jリーグ】J1・湘南ベルマーレは曺貴裁監督の退任を発表[68]。
- 10日 - 【Jリーグ】J1・湘南ベルマーレは新監督に浮嶋敏ベルマーレフットボールアカデミーダイレクターが就任することを発表[69]。
- 12日 、13日 - 【Jリーグ】令和元年東日本台風（台風19号）の影響でYBCルヴァンカップ鹿島vs川崎戦の試合開始時間を変更。また明治安田生命J2リーグ第36節5試合と明治安田生命J3リーグ第26節7試合が中止順延または試合開始時間の変更をそれぞれ発表[70]。
- 26日 -【Jリーグ】2019JリーグYBCルヴァンカップ決勝が埼玉スタジアム2002で行われ、川崎フロンターレが北海道コンサドーレ札幌を延長戦3-3の後、PK戦5-4で下し初優勝[71]。

### 11月
- 2日 - 【なでしこリーグ】なでしこリーグ1部第18節で1位日テレ・ベレーザはマイナビベガルタ仙台レディースに4-0で勝利し、5年連続17回目の優勝。また残留争いは10位日体大 FIELDS 横浜はアルビレックス新潟レディースに1-0で勝利したものの、9位AC長野パルセイロ・レディースもノジマステラ神奈川相模原に2-1で勝利したため、3年ぶりに2部降格が決定。9位AC長野パルセイロレディースも2部2位のセレッソ大阪堺レディースとの入れ替え戦回りが決定[72]。
- 9日（現地時間） - 【AFC】AFC U-19女子選手権2019決勝が タイ・チョンブリーのチョンブリー・スタジアムで行われ、 日本が 北朝鮮に 2-1で勝利し、3大会連続6回目の優勝[73]。
- 10日 - 【JFL】 JFL第27節で1位Honda FCは流経大ドラゴンズ龍ケ崎に2-1で勝利。2位ソニー仙台FCがラインメール青森FCと1-1で引き分けたため、Honda FCの4年連続9回目の優勝が決定[74]。また3位FC今治はFCマルヤス岡崎に1-0で勝利。5位ホンダロックSCはMIOびわこ滋賀と1-1、6位ヴィアティン三重は鈴鹿アンリミテッドFCと0-0でそれぞれ引き分けたため、FC今治のJ3加盟条件となるJFL4位以内が確定[75]。
- 12日 - 【JFL】JFL・東京武蔵野シティFCは2020年のJ3加盟の断念を発表。J3加盟条件となる平均観客動員2000人の達成が困難の為。これによりJFLから地域リーグへ降格するチーム数が1となることが確定[76]。
- 14日 - 【JFA】日本サッカー協会はパワハラ行為が認定されたチョウ・キジェ前湘南ベルマーレ監督に指導者資格のJFA公認S級コーチライセンスを1年間停止すると発表。停止期間はパワハラを認定した10月4日から2020年10月3日まで[77]。
- 16日
  - 【Jリーグ】 明治安田生命J2リーグ第41節で1位柏レイソルはFC町田ゼルビアに3 - 0で勝利し、9年ぶり2度目のJ2優勝と2年ぶり4度目のJ1昇格が決定[78]。また22位FC岐阜はヴァンフォーレ甲府に1-3で負けてJ2最下位となり、J3から最低1チームが昇格することから、初のJ3降格が確定[79]。
  - 【なでしこリーグ】なでしこリーグ1部2部入れ替え戦第2戦でAC長野パルセイロ・レディースとセレッソ大阪堺レディースは1-1の引分け。2戦合計でも1-1の引分けだが、アウェーゴールの差でセレッソ大阪堺レディースが2年ぶりに1部昇格。逆にAC長野パルセイロ・レディースは2015年以来の2部降格が決定[80]。
- 17日(現地時間) - 【FIFA】2019 FIFA U-17ワールドカップ決勝が ブラジル・ガマのエスタジオ・バウミル・カンペロ・ベゼーラで行われ、 ブラジルが メキシコに2-1で勝利し、8大会ぶり4回目の優勝[81]。
- 18日 - 【Jリーグ】この日行われたJリーグ理事会で、FC今治のJ3入会が承認[82]。
- 22日 - 【JFA・地域】全国地域サッカーチャンピオンズリーグ2019決勝ラウンド第2日で1位いわきFCがおこしやす京都ACに1 - 0で勝利して勝ち点を6として、2020年のJFL昇格条件となる2位以内が確定[83]。
- 23日（現地時間）- 【CONMEBOL】コパ・リベルタドーレス2019決勝でフラメンゴがリーベル・プレートに2 - 1で勝利し、1981年以来38年ぶり2回目の優勝[84]。
- 24日
  - 【Jリーグ】明治安田生命J2リーグ第42節で2位横浜FCが愛媛FCに2 - 0で勝利して、2007年以来13年ぶりにJ1昇格が決定[85]。また大宮アルディージャ、徳島ヴォルティス、ヴァンフォーレ甲府、モンテディオ山形がJ1昇格プレーオフ進出が決定[86][87]。
  - 【Jリーグ】明治安田生命J2リーグ第42節の柏レイソルvs京都サンガF.C.戦は13 - 1で柏が勝利したが、柏の1試合13得点はJリーグ記録。2桁得点もJリーグでは初。12点差もJリーグ記録。オルンガ選手の1試合8得点はJリーグ記録。両チーム合計14点もJリーグ最多記録[88]。
  - 【Jリーグ】明治安田生命J3リーグ第32節で1位ギラヴァンツ北九州がカマタマーレ讃岐に4 - 0で勝利して、4年ぶりにJ2昇格が決定[89]。
  - 【AFC】AFCチャンピオンズリーグ2019 決勝第2戦でアル・ヒラルが浦和レッズに2 - 0。2戦合計で3 - 0で勝利し、初優勝[90]。
  - 【JFA・地域】全国地域サッカーチャンピオンズリーグ2019決勝ラウンド第3日で3位高知ユナイテッドSCが2位おこしやす京都ACに3 - 1で勝利し、勝ち点6として2020年のJFL昇格条件となる2位以内が確定。いわきFCが勝ち点7で優勝[91]
- 30日 - 【Jリーグ】明治安田生命J1リーグ第33節で16位湘南ベルマーレはサンフレッチェ広島に1 - 0で勝利。17位松本山雅FCはガンバ大阪に4 - 1で敗戦、18位ジュビロ磐田は名古屋グランパスに2 - 1で勝利。この結果、湘南は勝ち点35、磐田は31、松本は30となり、ジュビロ磐田と松本山雅FCの2020年のJ2降格が決定。磐田は2015年以来5年ぶり2度目、松本はわずか1年で2度目のJ2降格[92][93]。

### 12月
- 1日
  - 【Jリーグ】J1参入プレーオフ1回戦が行われ、J2・6位のモンテディオ山形がJ2・3位の大宮アルディージャに2−0で勝利し、2回戦に進出した。また、J2・4位の徳島ヴォルティスはJ2・5位のヴァンフォーレ甲府と1−1で引き分けたが、レギュレーションにより徳島ヴォルティスがJ1参入プレーオフ2回戦に進出。この結果、2回戦は徳島ヴォルティス対モンテディオ山形の組み合わせとなった[94]。
  - 【Jリーグ】明治安田生命J3リーグ第33節で1位ギラヴァンツ北九州はガイナーレ鳥取と1-1の引分けだったが、2位藤枝MYFCがYSCC横浜に3-0で負けたため、ギラヴァンツ北九州がJ3リーグ初優勝[95]。
  - 【JFL】JFL第30節で16位流経大ドラゴンズ龍ケ崎は15位松江シティFCに0-1で敗れ、流経大の16位が確定して関東サッカーリーグ1部への降格が決定[96]。
- 2日 （現地時間） - 【フランス・フットボール】 2019年のバロンドールにFCバルセロナのリオネル・メッシが4年ぶりの6度目の受賞[97]。
- 5日 - 【JFL】JFL理事会で全国地域サッカーチャンピオンズリーグ2019優勝のいわきFCおよび準優勝の高知ユナイテッドSCの入会が承認された。この承認およびFC今治のJ3入会による、JFL退会によって、第21回日本フットボールリーグ16位の流経大ドラゴンズ龍ケ崎の関東社会人サッカーリーグ降格が決定[98]。
- 7日
  - 【Jリーグ】明治安田生命J1リーグ第34節で1位横浜F・マリノスは2位FC東京に3 - 0で勝利し、15年ぶり4回目の優勝[99]。また16位湘南ベルマーレは松本山雅FCと1-1の引分け。15位清水エスパルスと14位サガン鳥栖は清水が1-0で勝利。この結果、湘南と鳥栖が勝点で36で並んだが、得失点差で湘南が16位となり、J1参入プレーオフへ[100]。
  - 【JFL】JFL・奈良クラブが2015年 - 2019年にホームゲームで入場者数の水増しをしていたことを発表[101]。
- 8日
  - 【Jリーグ】J1参入プレーオフ2回戦が行われ、J2・4位の徳島ヴォルティスがJ2・6位のモンテディオ山形に1−0で勝利したことにより、J1参入プレーオフ決定戦に進出。この結果、決定戦はJ1・16位の湘南ベルマーレ対徳島ヴォルティスの組み合わせとなった[102]。
  - 【Jリーグ】明治安田生命J3リーグ最終節(第34節)が行われ、ザスパクサツ群馬が2位で終えたことにより、J2への昇格が決定した。またその結果、明治安田生命J2リーグを21位で終えていた鹿児島ユナイテッドFCの1年でのJ3降格が決定[103]。
- 14日 - 【Jリーグ】J1参入プレーオフ決定戦が行われ、J1・16位の湘南ベルマーレは、J2・4位の徳島ヴォルティスと1−1で引き分けたが、レギュレーションにより、湘南ベルマーレのJ1残留、徳島ヴォルティスのJ2残留が決定[104]。
- 21日（現地時間） - 【FIFA】FIFAクラブワールドカップ2019決勝がカタール・ドーハのハリーファ国際スタジアムで行われ、リヴァプールFCがCRフラメンゴに延長戦の末、1 - 0で勝利し、初優勝[105]。
- 22日 - 【JFA・JUFA】 第68回全日本大学サッカー選手権大会決勝が行われ、明治大学が桐蔭横浜大学に延長戦の末、3 - 1で勝利し、10年ぶり3回目の優勝[106]。
- 26日 - 【JFL】奈良クラブのホームゲームにおける入場者数の水増し問題でJFLは奈良クラブに対しての処分を発表。処分内容は、1.奈良クラブに罰金100万円（日本サッカー協会の裁定委員会により決定、適用）、2.中川政七代表取締役社長は2020年JFL第1節 - 第10節までの公式試合でフィールド、ベンチ、ロッカールームなどAD管理エリアへの入場を禁止、3.矢部次郎代表取締役はけん責（始末書提出）。これを受けて奈良クラブは中川社長が2020年1月31日付で社長を辞任することと後任の新社長に濵田満が就任することをそれぞれ発表[107]。
- 29日 - 【JFA】皇后杯 JFA 第41回全日本女子サッカー選手権大会決勝がNACK5スタジアム大宮で行われ、日テレ・ベレーザが浦和レッズレディースに1 - 0で勝利し3大会連続14回目の優勝[108]。

## 国内リーグ優勝クラブ

### ヨーロッパ
- イタリア
  - 〈リーグ〉セリエA2018-2019 - ユヴェントス（8シーズン連続35回目）
- フランス
  - 〈リーグ〉リーグ・アン2018-2019 - パリ・サンジェルマン（2シーズン連続8回目）
- スペイン
  - 〈リーグ〉リーガ・エスパニョーラ2018-2019 - バルセロナ（2シーズン連続26回目）
- スコットランド
  - 〈リーグ〉スコティッシュ・プレミアシップ2018-2019 - セルティック（8シーズン連続50回目）
- イングランド
  - 〈リーグ〉プレミアリーグ2018-2019 - マンチェスター・シティ（2シーズン連続6回目）
- オランダ
  - 〈リーグ〉エールディヴィジ2018-19 - アヤックス・アムステルダム(5シーズンぶり34回目)
- ドイツ
  - 〈リーグ〉ドイツ・ブンデスリーガ2018-2019 - バイエルン・ミュンヘン（7シーズン連続29回目）
- ポルトガル
  - 〈リーグ〉プリメイラ・リーガ2018-2019 - ベンフィカ（2シーズンぶり37回目)

## クラブチームによる国際大会
CONCACAFチャンピオンズリーグ 2018-19
- 5月1日（決勝）
  -  モンテレイ（6年ぶり4回目）

OFCチャンピオンズリーグ 2019
- 5月11日（決勝）
  -  ヤンゲン・スポール（初優勝）

UEFAヨーロッパリーグ 2018-19
- 5月29日（決勝）
  -  チェルシー（6年ぶり2回目）

UEFAチャンピオンズリーグ 2018-19
- 6月1日（決勝）
  -  リバプール（14年ぶり6回目）

JリーグYBCルヴァンカップ/CONMEBOLスダメリカーナ王者決定戦2019KANAGAWA
- 8月7日・SHONAN BMWスタジアム平塚
  -  湘南ベルマーレ 0 - 4  アトレチコ・パラナエンセ
    - アトレチコ・パラナエンセは初優勝。

CAFチャンピオンズリーグ 2018-19
- 8月7日（優勝決定日[109]）
  -  エスペランス（2年連続4回目）

コパ・リベルタドーレス2019
- 11月23日（決勝）
  -  フラメンゴ（38年ぶり2回目）

AFCチャンピオンズリーグ2019
- 11月9日・24日（決勝）
  - アル・ヒラル（初優勝）

FIFAクラブワールドカップ2019
- 12月21日（決勝）
  -  リバプール（初優勝）

## ナショナルチームによる国際大会
AFCアジアカップ2019
- 1月5日 - 2月1日（ アラブ首長国連邦）
  -  カタール（初優勝）

UEFAネーションズリーグ2018-19
- 6月9日（ファイナルズ決勝）
  -  ポルトガル（初優勝）

コパ・アメリカ2019
- 6月14日 - 7月7日（ ブラジル）
  -  ブラジル（4大会ぶり9回目）

2019 CONCACAFゴールドカップ
- 6月15日 - 7月7日( アメリカ合衆国、 コスタリカ、 ジャマイカ)
  - 　 メキシコ（2大会ぶり8回目）

アフリカネイションズカップ2019
- 6月21日 - 7月19日（ エジプト）
  -  アルジェリア（15大会ぶり2回目）

EAFF E-1サッカー選手権2019
- 12月10日 - 18日（ 韓国）
  -  韓国（3大会連続5回目）

### 年代別代表
2019 FIFA U-20ワールドカップ
- 5月23日 - 6月15日（ ポーランド）
  -  ウクライナ（初優勝）

UEFA U-21欧州選手権2019
- 6月16日 - 30日（ イタリア）
  -  スペイン（3大会ぶり5回目）[110]

 2019 FIFA U-17ワールドカップ
- 10月26日 - 11月17日（ ブラジル）
  -  ブラジル（8大会ぶり4回目）

### 女子
アルガルヴェ・カップ2019
- 2月27日 - 3月6日（ ポルトガル)
  -  ノルウェー（21年ぶり5回目）

2019 FIFA女子ワールドカップ
- 6月7日 - 7月7日（ フランス）
  -  アメリカ合衆国（2大会連続4回目）

AFC U-16女子選手権2019
- 9月15日 - 28日（ タイ）
  -  日本（3大会ぶり4回目）

AFC U-19女子選手権2019
- 10月27日 - 11月9日（ タイ）
  -  日本（3大会連続6回目）

EAFF E-1サッカー選手権2019
- 12月10日 - 17日（ 韓国）
  -  日本（4大会ぶり3回目）

## 日本

### クラブチームによる国内大会

#### 男子中心
- FUJI XEROX SUPER CUP2019
  - 2月16日・埼玉スタジアム2002
    - 川崎フロンターレ 1 - 0  浦和レッズ
      - 川崎フロンターレは初優勝。

- 第55回全国社会人サッカー選手権大会
  - 決勝 10月16日・国分運動公園陸上競技場
    - FC TIAMO枚方 1 - 0 おこしやす京都AC
      - FC TIAMO枚方は初優勝。

- 2019JリーグYBCルヴァンカップ
  - 決勝10月26日・埼玉スタジアム2002
    - 川崎フロンターレ 3（延長）3 (PK 5-4) 北海道コンサドーレ札幌
      - 川崎フロンターレは初優勝。

- 第21回日本フットボールリーグ
  - 3月17日 - 12月1日
    - 優勝 Honda FC 勝点63
      - Honda FCは4年連続9回目

- 全国地域サッカーチャンピオンズリーグ2019
  - 11月8日 - 11月24日
    - 優勝 いわきFC
      - いわきFCは初優勝

- Jリーグ
  - 明治安田生命J1リーグ
    - 2月22日 - 12月7日
      - 優勝 横浜F・マリノス 勝点70 
        - 横浜F・マリノスは15年ぶり4回目　

  - 明治安田生命J2リーグ
    - 2月24日 - 11月24日
      - 優勝 柏レイソル 勝点84 
        - 柏レイソルは9年ぶり2回目　

  - 明治安田生命J3リーグ
    - 3月9日 - 12月8日
      - 優勝 ギラヴァンツ北九州 勝点66
        - ギラヴァンツ北九州は初優勝

#### 女子
- 皇后杯 JFA 第40回全日本女子サッカー選手権大会
  - 決勝 1月1日・パナソニックスタジアム吹田
    - 日テレ・ベレーザ 4 （延長） 2 INAC神戸レオネッサ
      - 日テレ・ベレーザは2大会連続13回目の優勝

- プレナスなでしこリーグカップ1部2019
  - 決勝 8月3日・味の素フィールド西が丘
    -  日テレ・ベレーザ 3　（延長）1 INAC神戸レオネッサ[55]
      - 日テレ・ベレーザは2年連続8回目の優勝。
- プレナスなでしこリーグカップ2部2019
  - 決勝 8月3日・味の素フィールド西が丘
    -  セレッソ大阪堺レディース 2　- 1 ちふれASエルフェン埼玉[55]
      - セレッソ大阪堺レディースは2年ぶり2回目の優勝。

- プレナスなでしこリーグ1部
  - 3月21日 - 11月2日
    - 優勝 日テレ・ベレーザ 勝ち点:42
      - 日テレ・ベレーザは5年連続17回目の優勝
- プレナスなでしこリーグ2部
  - 3月21日 - 10月26日
    - 優勝 愛媛FCレディース 勝ち点:36
      - 愛媛FCレディースは初優勝[111]。
- プレナスチャレンジリーグ
  - 4月13日 - 9月14日
    - 優勝 FC十文字VENTUS
      - FC十文字VENTUSは初優勝[112]。

- 皇后杯 JFA 第41回全日本女子サッカー選手権大会
  - 決勝 12月29日・NACK5スタジアム大宮
    - 日テレ・ベレーザ 1 - 0 浦和レッズレディース
      - 日テレ・ベレーザは3大会連続14回目の優勝

#### 学生・ユースクラブ
- 第27回全日本高等学校女子サッカー選手権大会
  - 決勝 1月13日・神戸ユニバー記念競技場
    - 　星槎国際湘南高校（関東第3/神奈川） 1 - 0 常盤木学園高校（東北第1/宮城）
      - 星槎国際湘南高校は初優勝。

- 第97回全国高等学校サッカー選手権大会
  - 決勝 1月14日・埼玉スタジアム2002
    - 青森山田高校（青森） 3 - 1 流通経済大学柏高校（千葉）
      - 青森山田高校は2年ぶり2回目の優勝。

- 第27回全日本大学女子サッカー選手権大会
  - 決勝 1月20日・味の素フィールド西が丘
    - 日本体育大学（関東3/神奈川）1  - 0 早稲田大学（関東2/東京）[113]。
      - 日本体育大学は4年ぶり17回目の優勝。

- 第43回日本クラブユースサッカー選手権 (U-18)大会
  - 決勝 7月31日・味の素フィールド西が丘
    - 名古屋グランパスU-18（東海/愛知） 3 - 1 サガン鳥栖U-18（九州/佐賀）[114]。
      - 名古屋グランパスU-18は初優勝。

令和元年度全国高等学校総合体育大会
- 男子決勝 8月1日・沖縄県国頭郡金武町・金武町フットボールセンター（ローン）
  - 桐光学園高校（神奈川第1） 1 - 0富山第一高校（富山）[115]
    - 桐光学園高校は初優勝。
- 女子決勝 8月1日・沖縄県国頭郡金武町・金武町フットボールセンター（ローン）
  - 十文字高校（東京） 1 - 0 日ノ本学園高校（兵庫）　[116]
    - 十文字高校は初優勝。

- 第43回総理大臣杯全日本大学サッカートーナメント[117]
  - 決勝 9月7日・ヤンマースタジアム長居
    - 明治大学 2 - 1 法政大学
      - 明治大学は2年連続3回目の優勝。

- 第27回Jリーグユース選手権大会
  - 決勝 11月17日・ミクニワールドスタジアム北九州
    - 名古屋グランパスU－18 4 - 0 ガンバ大阪ユース[118]
      - 名古屋グランパスU－18は8年ぶり2回目の優勝。

- 高円宮杯 JFA U-18サッカープレミアリーグ 2019 ファイナル
  - 決勝 12月15日・埼玉スタジアム2002
    - 青森山田高校（プレミアリーグEAST） 3  -  2 名古屋グランパスU－18（プレミアリーグWEST）[119]
      - 青森山田高校は3年ぶり2回目の優勝。

- 第68回全日本大学サッカー選手権大会
  - 決勝 12月22日・浦和駒場スタジアム
    - 明治大学（関東1/東京）3 (延長) 1 桐蔭横浜大学（関東2/神奈川）
      - 明治大学は10年ぶり3回目の優勝。

- 高円宮杯 JFA 第31回全日本 U-15 サッカー選手権大会[120]
  - 決勝 12月28日・味の素フィールド西が丘
    - ガンバ大阪ジュニアユース 2 - 0 サガン鳥栖U-15
      - ガンバ大阪ジュニアユースは7年ぶり4回目の優勝。

#### フットサル
- DUARIG Fリーグ2018/2019　ディビジョン1[121]
  - 2018年6月16日 - 2019年2月24日
    - 優勝 名古屋オーシャンズ
      - 名古屋オーシャンズは2シーズン連続11回目の優勝。

- JFA 第24回全日本フットサル選手権大会[122]
  - 3月10日・駒沢オリンピック公園総合運動場体育館
    - 名古屋オーシャンズ 6 - 0 立川・府中アスレティックFC
      - 名古屋オーシャンズは2年連続6回目の優勝。

## 死去
カッコ内は生年
- 1月21日 -  エミリアーノ・サラ（* 1990年）[123]
- 2月10日 -  ダニエル・シルバ・ドス・サントス（* 1982年）[124]
- 2月12日 -  ゴードン・バンクス（* 1937年）[125]
- 4月26日 -  ジミー・バンクス（英語版）（* 1964年）[126]
- 4月29日 -  ヨセフ・シュラル（* 1990年）[127]
- 6月1日 -  ホセ・アントニオ・レジェス（* 1983年）[128]
- 6月8日 -  ジャスティン・エディンバラ（* 1969年）[129]
- 6月22日 -  ターレス・リマ・デ・コンセイソン・ペーニャ（* 1995年）[130]
- 6月29日 -  フロリヤナ・イスマイリ（英語版）（* 1995年）[131]
- 8月12日 -  ワルテル・マルティネス（* 1982年）[132]
- 8月22日 -  ジュニオール・アゴゴ（* 1979年）[133]
- 9月2日 -  松本暁司（* 1934年）[134]
- 9月9日 -  ジャルジーニョ・ピテール（* 1987年）[135]
- 11月12日 -  田口光久（* 1955年）[136]
- 11月28日 -  ピム・ファーベーク（* 1956年）[137]
- 12月22日 -  勝野正之（* 1960年）[138]